# Demografske promjene Hrvata u BiH u razdoblju druge Jugoslavije
Za vrijeme druge Jugoslavije, po popisima 1953. – 1991. Hrvati su od 23,00 % pučanstva pali na 17,30 % (iako se njihov sveukupan broj povećao).

## 1953.
Prema popisu stanovništva iz 1953. godine, Hrvati-katolici su činili većinu u većini kotareva koji su nalazili na teritorijima koji su 1939. godine ušli u Banovinu Hrvatsku. Tada je njihov broj iznosio 654.229, odnosno 23,00 % ukupnog stanovništva Bosne i Hercegovine.
Hrvati su bili većina u sljedećim kotarima: livanjskom, duvanjskom, posuškom, čapljinskom, grudskom, širokobriješkom, bugojanskom, travničkom, fojničkom, derventskom, bosanskobrodskom, bosanskošamačkom, mostarskom, gradu Mostaru, vareškom i gradu Zenici.
Odžački kotar koji je postojao 1948. godine (s hrvatskom većinom) je ukinut i pripojen modričkom. Karte se odnose na religijsko uvjerenje s obzirom na to da su većina Hrvata katolika, a 1953 nije bila dozvoljena bošnjačka nacija, pa se jedan dio Bošnjaka izjašnjavao kao Hrvati, a dio kao Srbi, iako je velika većina bila neopredijeljena.
Hrvati su također bili većina i u kotarima: Modriča, Brčko i Tuzla, ali velik dio tog postotka su bili ljudi muslimanske vjere, koji se na kasnijim popisima izjasnio kao neopredijeljeni. Od cjelokupnog područja bivše banovine, Hrvati nisu jedino činili većinu u kotaru Konjic, ali su zato ostali većina na 3 kotara izvan tog područja (Tuzla, grad Zenica i Vareš).

## 1961.
Prema popisu stanovništva iz 1961. godine, Hrvati su činili 21,70 % ukupnog stanovništva Bosne i Hercegovine, a njihov broj je iznosio 711.660. Kotari su podijeljeni na manje općine.
Prilikom razbijanja bugojanskog kotara, u općinama Kupres i Donji Vakuf je nastala srpska većina, a u općini Gornji Vakuf većina stanovništva je neopredijeljena (većinski muslimanske vjere). Kotar Jajce je podijeljen na hrvatsku općinu Jajce i srpsku općinu Šipovo. Kotar Stolac je podijeljen na hrvatsku općinu Stolac i srpsku općinu Ljubinje Izdvajanjem iz većinski srpskog kotara Trebinje, nastala je općina Ravno. Spajanjem hrvatskog područja iz općine Prijedor i Sanski Most, nastala je većinski hrvatska općina Ljubija. Izdvajanjem iz većinski neopredijeljenog kotara Zavidovići nastala je većinski hrvatska općina Žepče. Grad Zenica s hrvatskom većinom je ušao u većinski neopredijeljenu (s većinom muslimana) općinu Zenica. U općini Derventi Hrvati su izgubili većinu, a promjenom granica kotara Bosanski Šamac i ustrojem nove općine Bosanski Šamac većina je izgubljena i u toj općini. U općinama Tuzla i Brčko velik broj Muslimana se izjašnjavao Hrvatima, pa su i te dvije općine bile većinske hrvatske.

## 1971.
Prema popisu stanovništva iz 1971. godine, Hrvati su činili 20,60 % ukupnog stanovništva Bosne i Hercegovine, a njihov broj je iznosio 772.491.
Godine 1963. ukinute su većinske hrvatske općine: Ljubija i Ravno. Hrvati su izgubili većinu u općinama (ali ne u gradovima): Travnik, Bugojno, Jajce, Stolac, Mostar i Žepče. Granice općine Jajce su izmijenjene tako da se većinski hrvatsko područje Dobretići pripojilo općini Skender-Vakuf, a mijenjane su i granice općine Mostar.
U općinama Bosanski Šamac i Derventa Hrvati su po broju stanovnika prestigli Srbe i tako stekli većinu. U općinama Brčko i Tuzla Muslimani se više ne izjašnjavaju Hrvatima pa je tako izgubljena većina u tim općinama.
Velik broj hrvatskog stanovništva iz čitave Bosne i Hercegovine odlazi na tzv. privemeni rad u razvijene zemlje (većinom u Njemačku), iz kojeg se više ne vraćaju u BiH. Prema njemačkom popisu stanovništva iz 1971. godine najveći broj hrvatskih migranata iz BiH dolazi iz općina: Duvno (današnji Tomislavgrad) – 17,2 %, Livno – 15,4 %, Posušje – 14,1 %, Čitluk – 13,9 %, Ljubuški – 13,8 % i Grude – 12,9 %

## 1981. – 1991.
Prema popisu stanovništva iz 1981. godine, Hrvati su činili 18,60 % ukupnog stanovništva Bosne i Hercegovine, a njihov broj je iznosio 767.247. U odnosu na popis stanovništva iz 1971., postotak Hrvata se prvi put smanjio ispod 20,00 %, a nakon 1981. godine i dalje se nastavio smanjivati. U općini Mostar broj Hrvata se smanjio manje nego postotak Bošnjaka, pa su Hrvati u toj općini stekli većinu.
Prema popisu stanovništva iz 1991. godine, Hrvati su činili 17,30 % ukupnog stanovništva Bosne i Hercegovine, a njihov broj je iznosio 755.895. U općinama Mostar i Derventa ukupan broj Hrvata pada ispod broja Bošnjaka odnosno Srba.
Ukupan broj Hrvata u Bosni i Hercegovini se nastavio smanjivati, a tome je nakon 1991. najviše pridonio krvavi rat koji je bjesnio u BiH. Dolazi do tragičnog egzodusa hrvatskog naroda iz BiH. Veći primjeri toga egzodusa su Bosanska Posavina i Središnja Bosna. 

## Srodni članci
| - Hrvati Bosne i Hercegovine - Demografska povijest Hrvata Bosne i Hercegovine - Bosanskohercegovački Hrvati u 2. svjetskom ratu i Socijalističkoj Jugoslaviji | - Socijalistička Republika Bosna i Hercegovina - Hrvati u Bosni i Hercegovini 1991. godine - Hrvatska Republika Herceg-Bosna |